# Alexander von Humboldt II
El Alexander von Humboldt II es un gran velero alemán construido en  para reemplazar al velero de  1906 Alexander von Humboldt. Fue construido por Brenn- und Verformtechnik (BVT)  de Bremen,  fue botado en 2011.
Al igual que su predecessor, el  Alexander von Humboldt II es operado por la  Deutsche Stiftung Sail Training de Bremerhaven la cual ofrece entrenamiento en navegación a vela a personas entre 14 y 75 años.